# Sirystes
Sirystes és un gènere d'ocells de la família dels tirànids (Tyrannidae).

## Taxonomia
Segons la Classificació del Congrés Ornitològic Internacional (versió 10.2, 2020) aquest gènere està format per 4 espècies:
- Sirystes albogriseus - tirà xiulador del Chocó.
- Sirystes albocinereus - tirà xiulador de carpó blanc.
- Sirystes sibilator - tirà xiulador del Brasil.
- Sirystes subcanescens - tirà xiulador de la Guaiana.